# Исайя (монах)
Исайя (около 1300 — после 1375) сербский монах XIV века, один из многих сербских монахов-писцов в Средние Века, кто переводил древние греческие рукописи на сербский вариант старославянского языка. Его главная работа — перевод трудов Псевдо-Дионисия Ареопагита.
Ещё мальчиком Исайя стал монахом Сербской Православной Церкви в Осоговском монастыре на Осоговских горах на севере Македонии, а затем в монастыре Хиландар на Святой горе Афон в Греции, где он провел остаток своей жизни. В Хиландаре работал переводчиком и стал очень уважаемым среди сербских правителей, как свидетельствует анонимный автор Жития преподобного Исаия, написанной, вероятно, в конце XIV века.
Исайя был очень известной личностью в период правления Стефана Душана и Лазаря Сербии. Он был монахом с отличной репутацией, а также известен как писатель, переводчик и дипломат. Между 1353 и 1363 годами он ездил по всей Сербии, позднее служил сербским дипломатом, где оказался очень искусным во время переговоров инициированным князем Лазарем для примирения сербской и греческой церквей, которое было достигнуто в 1375 году.
В конце своего перевода Псевдо-Дионисия Ареопагита Исайя добавил надпись и использовал криптограммы, чтобы написать свое имя.
У Исайя был анонимный ученик, известный только как ученик Исайя, который написал биографию «Исайя монах». Никаких биографических данных этого автора не сохранилось.

## Работы
Атмосферу отчаяния, которая после битвы на Марице в 1371 выражается в длительном личном комментарии, написанном Исаией монахом. Этот литературный комментарий добавляется к переводу Исаией трудов псевдо-Дионисия Ареопагита в старой Сербии, который, как он говорит, он начал «в счастливые времена», но закончил его после битвы, «когда Измаильтяне распространились по всей земле как птицы по воздуху, убивая некоторые из христиан, посылая других в рабство…. И земля стала лишены всего хорошего, человек, зверь, фрукты всех видов. Там не было ни князя, ни вождя или учителя среди людей, никого, чтобы спасти их…. И действительно были живые завидовать мертвым».